# 1314
Пізнє Середньовіччя •  Реконкіста •  Ганза • Авіньйонський полон пап •  Монгольська імперія

## Геополітична ситуація
Андронік II Палеолог є імператором Візантійської імперії (до 1328). За титул короля Німеччини ведуть боротьбу Фрідріх Австрійський та Людвіг Баварський. У Франції почалося правління Людовика X (до 1316).
Апеннінський півострів розділений: північ належить Священній Римській імперії, середню частину займає Папська область, південь належить Неаполітанському королівству. Деякі міста півночі: Венеція, Піза, Генуя тощо, мають статус міст-республік. Триває боротьба гвельфів та гібелінів.
Майже весь Піренейський півострів займають християнські Кастилія і Леон, Арагонське королівство та Португалія, під владою маврів залишилися тільки землі на самому півдні. Едуард II є королем Англії (до 1327), а королем Данії є Ерік VI (до 1319).
Руські землі перебувають під владою Золотої Орди. Галицько-Волинське князівство очолюють Лев Юрійович та Андрій Юрійович, Михайло Ярославич править у Володимиро-Суздальському князівстві (до 1318).
Монгольська імперія займає більшу частину Азії, але вона розділена на окремі улуси, що воюють між собою. У Китаї, зокрема, править монгольська династія Юань. У Єгипті владу утримують мамлюки. Мариніди правлять у Магрибі. Делійський султанат є наймогутнішою державою Північної Індії, а на півдні Індії панують держава Хойсалів та держава Пандья. В Японії триває період Камакура.
Цивілізація майя переживає посткласичний період. Почала зароджуватися цивілізація ацтеків.

## Події
- 18 березня спалено на вогнищі останнього великого магістра Ордену тамплієрів Жака де Моле. За легендою він прокляв своїх ворогів Філіпа IV Красивого, Гійома де Ногаре та папу римського Климента V.
- У Франції спалахнув скандал, пов'язаний зі справою Нельської вежі — звинуваченням у подружній зраді невісток короля.
- 29 листопада помер Філіп IV Красивий, і королем Франції став його син Людовик X.
- Папа римський Климент V призначив неаполітанського короля Роберта імперським вікарієм.
- 20 квітня помер папа римський Климент V. Святий престол залишатиметься вакантним до 1316 року.
- 24 червня відбулась битва біля Баннокберна, у якій 6-тисячний загін шотландського короля Роберта Брюса розбив 20-тисячну армію англійського короля Едуарда II і відстояв незалежність Шотландії.
- Король Норвегії Гокон V переніс столицю з Бергена в Осло.
- У Німеччині обрано одразу двох королів: Фрідріха Австрійського та Людовика Баварського. Розпочалася війна між двома новообраними монархами.
- У Генуї гвельфи прогнали з міста гібелінів. Сформувано раду 24-х з подестою на чолі.
- У Луцці до влади повернулися гібеліни.
- Король Неаполя Роберт та король Сицилії Федеріго II уклали між собою мир.

## Померли
- 29 листопада — у віці 46-и років помер Філіп IV Красивий, французький король з 1285 року.